# Contemporary Piano Ensemble
Das Contemporary Piano Ensemble ist eine 1993 gegründete Musikgruppe des verstorbenen Jazz-Pianisten James Williams aus fünf Jazzpianisten. Seine Mitglieder sind:
- James Williams
- Harold Mabern
- Donald Brown
- Mulgrew Miller
- Geoff Keezer

Außer Geoff Keezer sind sie alle afroamerikanische Jazzpianisten US-amerikanisch südstaatlicher Musiktradition in der Weiterentwicklung der Musik Phineas Newborns. Das schwierige Zusammenspiel von vier Klavieren gelingt ihnen erstaunlich übersichtlich, obwohl alle fünf Pianisten ihrer Virtuosität wenig Zwang antun.

## Aufnahmen
- The Contemporary Piano Ensemble, The Key Players, DIW, 1993
- Four Pianos For Phineas, Evidence, 1996